# Cuarteto Ricacosa
El Cuarteto Ricacosa es un grupo musical uruguayo integrado actualmente por Matías Romero (guitarra), Camilo Vega (guitarra), Martín Tejera (guitarrón y voz) y Sebastián Rey (guitarra y voz). Recorre estilos criollos como milongas, tangos, candombes, gatos, entre otros, con canciones instrumentales o cantadas.

## Historia

### Primeros años
Surge en el año 2006 con una integración musical de tres guitarras y un guitarrón, la cual mantienen hasta la actualidad. Con esta conformación interpretan temas propios así como de importantes artistas de música popular como Mario Núñez, Julio Cobelli, Hilario Pérez y Alberto Mastra, entre otros. Ese año graban un demo y reciben el apoyo económico del Fondo Nacional de Música (FONAM) para masterizar su primer fonograma. En el 2007 editan en forma independiente su primer álbum, titulado "Milongueando".

### Bien parejito
En el correr de ese año graban en Victoria Records (Montevideo) el disco titulado "Bien parejito" con el que cobrarían mayor notoriedad. El mismo fue masterizado en el estudio El Suelito (Argentina) en el 2008 y editado por el sello Ayuí / Tacuabé ese año. En este disco participaron Camilo Álvarez (guitarra), Sebastián Rey (guitarra), Matías Romero (guitarra y acordeón), Fabricio Breventano (guitarra y voz) y Martín Tejera (guitarrón y voz).
Con este álbum la banda recibe el Premio Graffiti al Mejor disco de Tango en el 2009.
Con el paso del tiempo también logran otros apoyos del FONAM para la compra de equipos de amplificación, y un guitarrón.

### Cimarrón
En enero de 2010 grabaron su segundo disco titulado "Cimarrón", el cual editaron nuevamente con Ayuí / Tacuabé. Con este disco repitieron la victoria en los Premios Graffiti 2011 en la categoría Mejor disco de Tango.

## Discografía
- Milongueando (Independiente, 2007)
- Bien parejito (Ayuí / Tacuabé, 2008)
- Cimarrón (Ayuí / Tacuabé, 2010)